# Засідка (фільм, 1969, СРСР)
«Засідка» — радянський художній фільм про громадянську війну, знятий режисером Геннадієм Базаровим на кіностудії «Киргизфільм» в 1969 році. Прем'єра фільму відбулася 5 січня 1970 року.

## Сюжет
У 20-ті роки XX століття в Киргизії ще йде громадянська війна — орудують банди басмачів. На одній з південних застав відбувається ланцюг загадкових вбивств і провокацій. Чекіст Шпалов, присланий на заставу, щоб розібратися в обстановці, направляється до басмачів загону курбаші Бостонкула, щоб переконати його здатися. Йому вдається вмовити басмачів, але по дорозі до місця здачі в полон, ворог, що затаївся в комендатурі, влаштовує засідку басмачам.

## У ролях
- Ігор Лєдогоров —  Шпалов
- Салават Ісхаков —  Бостонкул
- Володимир Балон —  Ланськой
- Афанасій Кочетков —  помполіт Пироженко  (озвучив Віктор Авдюшко)
- Микола Дупак —  Архипов
- Медель Маніязов —  Садибаєв
- Леонід Ясиновський —  Буров
- Аширалі Боталов —  ішан
- Абдиашим Кобегенов — епізод
- М. Киштибаєв — епізод
- Б. Каракєєв — епізод
- Т. Кулмухамбетов — епізод
- Іван Кузнецов — епізод

## Знімальна група
- Режисер — Геннадій Базаров
- Сценаристи — Хасан Булатов, Герасим Дегальцев, Асан Шершенов
- Оператор — Валерій Віленський
- Композитор — Юрій Шеїн
- Художник — Олексій Макаров